# Egyszer volt, hol nem volt
Az Egyszer volt, hol nem volt (Once Upon a Time) amerikai televíziós sorozat, melynek alkotói Edward Kitsis és Adam Horowitz. A sorozat 2011. október 23-án, vasárnap indult az Egyesült Államokban az ABC csatornán, Magyarországon pedig 2012. augusztus 19-én, vasárnap debütált az M1-en.

## Történet
A történet helyszíne egy Maine állambeli tengerparti város, melynek neve Storybrooke. Egy bosszúvágytól elvakult gonosz királynő ebbe a városba száműzte a mesevilág lakóit, megfosztva őket történetük boldog befejezésétől. Storybrooke-ban nem jár az idő, itt a Gonosz királynő (Lana Parrilla), jobban mondva Regina Mills hozza a szabályokat. Ezt az átkot csak Hófehérke (Ginnifer Goodwin) és a Herceg (Josh Dallas) közös lánya törheti meg, akinek a neve Emma Swan (Jennifer Morrison). Ő óvadékügynök volt, igen ügyesen dolgozott. Emmát egy varázslatos szekrénnyel átküldték a mi világunkba, még az átok előtt. A lányt az örökbe adott tízéves fia, Henry (Jared S. Gilmore) invitálta a városba. A fiút a polgármester fogadta örökbe, ez konfliktust keltett a két nő között. Ahogy Emma a városba érkezett, látszólag gyengült az átok: elindult az idő, felébredt a Herceg, stb. Természetesen Regina bármire képes, hogy erős maradjon az átok. Emma úgy gondolja, gyökeret ereszt a városban, s mivel a seriffet teljesen lenyűgözte, az felajánlotta neki a seriffhelyettesi posztot. Graham halála után – Regina sérelmére – Emma lett a seriff.

### 1. évad
Hófehérke és a Herceg esküvőjét a Gonosz királynő félbeszakította, s bejelentette, hogy mindent elragad a mesekarakterektől, amit szeretnek. Egy másik világba száműzi őket, és boldog befejezés csak neki jut majd. Az átok a meseszereplőket a mi világunkba, Storybrooke-ba száműzte, és semmire sem emlékeznek múltjukból.

### 2. évad
Az ABC folytatta a sorozatot, Amerikában a második évad premierje 2012. szeptember 30-án volt. Miután Emma az átkot megtörte, az emberek ugyan emlékeznek múltjukra, de az Elvarázsolt Erdőbe nem kerültek vissza. Ráadásul Mr. Gold/Zörgőfürge visszahozta a mágiát a városba.

### 3. évad
Henryt Tamara és Greg elragadta, és elvitték őt Sohaországba. Emmáék a keresésére indultak. Megtalálták, ám Pán Péter túljárt az eszükön, és átjött velük a mi világunkba. Megállították őt, de késő volt. Az átok újra lecsapott. Megismertük Auróra (Csipkerózsika) és Mulan történetét is, de Regina anyja, Cora sem marad érintetlen; ráadásul a Gonosz Nyugati Boszorkány is hőseink életére tör.

### 4. évad
A múltból visszatért Hook és Emma véletlenül magukkal hoznak egy urnát amibe a Jégvarázsból ismert Elzát hozzák, aki félelmében a városhatárra jégfalat húz, így a városból kijutni megint nem lehet. Megismerhetjük a Hókirálynő történetét is, ugyanis el akarja érni, hogy újra együtt lehessen két testvérével, akikben ezúttal van mágia. Erre a célra választja ki Emmát és Elzát, akik Anna megmentésén fáradoznak. Miután a jeges kalamajka megoldódott megjelenik a könyv írója és ír egy alternatív befejezést ahol a gonosz győz és a jó gonosszá válik. Az írót leváltják, és helyére Henry kerül, aki (hogy többé senki ne tudja befolyásolni a történeteket, összetöri a tollat.

### 5. évad
Miután Emma megmentette Reginát a sötétségtől Emma lesz a Sötét Úrnő, a Zordon. Csak Merlin tudja megszabadítani Emmát a sötétségtől de ő Camelotban van és egy fává változott.Emma Camelotban,hogy megmentse szerelme életét,zordonná változtatja Hookot. Felbukkan Artúr király is,aki megszállottan keresi az Excalibur másik felét,(amint az kiderül) a zordonok tőrét.Merida is képbe kerül,aki hogy megmentse öcséit,el kell nyernie a klánok bizalmát,hogy méltó királynőjök legyen. Később (Hook átka miatt) a szereplők visszatérnek Storybrookba a Gonosz Emmával, de főhőseink nem tudják,hogy Hook is zordon lett ugyanis megint ki van törölve az emlékezetük. A Zordonságtól ugyan Emma megszabadul, de ez Hook életebe kerül; ráadásul Mr. Gold visszanyeri az erejét. Emma megzsarolja őt, hogy segíteni fog neki Hook megmentésében; így a hősök elindulnak az alvilágba. Hádész nem boldog, hogy birodalmát felbolygatják; ez pedig egy halálos konfliktust eredményez Storybrookenak.

### 6. évad
Amikor az “Egyszer volt, hol nem volt” visszatér a hatodik évadával, vele együtt érkezik a klasszikus gonosztevője is, a Gonosz királynő. A sorozat alkotói Edward Kitsis és Adam Horowitz meghívnak minket, hogy csatlakozzunk mindenki kedvenc mesehőseihez a harcban, amikor szembenéznek ezzel a szuperfelkészült ellenféllel.
Amikor Regina ketté hasította önmagát, hogy megkísérelje legyőzni a gonosz énjét, valójában csak a városra szabadította a Gonosz királynőt, akarata ellenére. Most pedig, hogy a királynő visszatért készen áll arra, hogy az ébredése után csak pusztítást hagyjon maga után. Eközben Regina is ráébred, hogy a sötét oldalától nem lesz olyan könnyű megszabadulni, mint ahogy elképzelte, különösen amikor foglalkoznia kell a királynő elszabadulásának következményeivel.
Emma rálel egy egész életét megváltoztató titokra, ami komoly hatással lehet a családjára és a szeretteire nézve. Amíg a hősök próbálnak megbirkózni azzal, amivel Emma szembesült, addig Henry üdvözli az Elmondatlan mesék földjéről érkezőket és ígéretet tesz, hogy segít nekik a történetük végére járni. Ám hamarosan Hófehérke, Charming herceg, Regina, Hook kapitány és Zelena is belefolyik ezekbe az elmondatlan mesékbe és azon kapják magukat, hogy őket is megkísérti a befejezetlen múlt.
Eközben Gold – miután átjátszotta Storybrooke városát Mr. Hyde kezére – folytatja a küldetését, hogy felébressze Belle-t az önként vállalt álomátok hatása alól, abban a reményben, hogy újra együtt lehessen vele és a még meg sem született gyerekükkel.
Az évad során sok új ismerőssel is találkozunk, például megjelenik Aladdin (Deniz Akdeniz), egy korábbi Megmentő, aki talán válaszokkal szolgálhat Emma kérdéseire, de érkezik még Jafar (Oded Fehr), Jázmin hercegnő (Karin David), Monte Cristo grófja (Craig Horner) és Morpheus (Giles Matthey) is.

### 7. évad
Henrynek felnőtt családja van de mégsem emlékszik rájuk. Feleségének mostohatestvére átkot szórt ki hogy boldogságuknak véget vessen. Egyedül Lucy tudja az igazságot és próbálja összehozni szüleit mert csak az ő csókjuk törheti meg az átkot ám ha ez megtörténik Henry meghal. Regina közben elkezd emlékezni és segít unokájának megmenteni a családjukat. Amikor Henry és a felesége megcsókolják egymást nem törik meg az átok. Viszont eközben Aliz anyukája aki gonosz átkot akar szórni mindenkire. Henry felhívja magát a másik világban és emlékezett mindenre. Oda megy anyjához aki nincs magánál és megcsókolja a homlokát. Ekkor törik meg az átok. Regina úgy gondolja hogy kivet még egy átkot ahol az össze mese és mesevilág egy helyen lesz. Kivettette az átkot a kastélyába megkoronázza Hófehérke és a Herceg. Ekkor beront Emma és Hook a gyerekükkel. Regina lett az új királynő. És boldogan éltek míg meg nem haltak!

## Szereplők
| Színész               | Szereplő                                    | Magyar hang                 | Évadok     | Évadok     | Évadok     | Évadok     | Évadok     | Évadok     | Évadok     |
| Színész               | Szereplő                                    | Magyar hang                 | 1          | 2          | 3          | 4          | 5          | 6          | 7          |
| --------------------- | ------------------------------------------- | --------------------------- | ---------- | ---------- | ---------- | ---------- | ---------- | ---------- | ---------- |
| Ginnifer Goodwin      | Hófehérke / Mary Margaret Blanchard         | Majsai-Nyilas Tünde         | Főszereplő | Főszereplő | Főszereplő | Főszereplő | Főszereplő | Főszereplő | Vendég     |
| Jennifer Morrison     | Emma Swan                                   | Zsigmond Tamara             | Főszereplő | Főszereplő | Főszereplő | Főszereplő | Főszereplő | Főszereplő | Visszatérő |
| Lana Parrilla         | Gonosz királynő / Regina Mills / Roni       | Agócs Judit                 | Főszereplő | Főszereplő | Főszereplő | Főszereplő | Főszereplő | Főszereplő | Főszereplő |
| Josh Dallas           | Bájos / David Nolan                         | Varga Gábor                 | Főszereplő | Főszereplő | Főszereplő | Főszereplő | Főszereplő | Főszereplő | Vendég     |
| Jared S. Gilmore      | Henry Mills                                 | Bogdán Gergő                | Főszereplő | Főszereplő | Főszereplő | Főszereplő | Főszereplő | Főszereplő | Visszatérő |
| Andrew J. West        | Henry Mills                                 | Varju Kálmán                |            |            |            |            |            | Vendég     | Főszereplő |
| Raphael Sbarge        | Tücsök Tihamér / Archie Hopper              | Galbenisz Tomasz            | Főszereplő | Visszatérő | Visszatérő | Vendég     |            | Visszatérő | Vendég     |
| Jamie Dornan          | Vadász / Sheriff Graham Humbert             | Kárpáti Levente             | Főszereplő | Vendég     |            |            |            |            |            |
| Robert Carlyle        | Zörgőfürge / Mr. Gold / Weaver              | Háda János                  | Főszereplő | Főszereplő | Főszereplő | Főszereplő | Főszereplő | Főszereplő | Főszereplő |
| Eion Bailey           | Pinokkió / August Wayne Booth               | Láng Balázs                 | Főszereplő | Visszatérő |            | Visszatérő |            | Visszatérő |            |
| Jakob Davies          | Pinokkió / August Wayne Booth               |                             | Visszatérő | Vendég     |            | Visszatérő |            | Visszatérő | Vendég     |
| Emilie de Ravin       | Belle French                                | Kisfalvi Krisztina          | Visszatérő | Főszereplő | Főszereplő | Főszereplő | Főszereplő | Főszereplő | Visszatérő |
| Meghan Ory            | Piroska / Ruby                              | Szabó Zselyke               | Visszatérő | Főszereplő | Visszatérő |            | Visszatérő |            |            |
| Colin O'Donoghue      | Hook kapitány / Killian Jones               | Dányi Krisztián             |            | Főszereplő | Főszereplő | Főszereplő | Főszereplő | Főszereplő | Főszereplő |
| Michael Raymond-James | Baelfire / Neal Cassidy                     | Vári Attila                 |            | Visszatérő | Főszereplő |            | Vendég     |            |            |
| Michael Socha         | Will Scarlet / Fehér Király                 |                             |            |            |            | Főszereplő |            |            |            |
| Rebecca Mader         | Zelena / Nyugati boszorkány / Kelly West    | Spilák Klára Molnár Melinda |            |            | Visszatérő | Visszatérő | Főszereplő | Főszereplő | Visszatérő |
| Sean Maguire          | Robin Hood                                  | Pál Tamás                   |            |            | Visszatérő | Visszatérő | Főszereplő | Visszatérő | Vendég     |
| Tom Ellis             | Robin Hood                                  |                             |            | Vendég     |            |            |            |            |            |
| Dania Ramirez         | Hamupipőke / Jacinda Vidrio                 |                             |            |            |            |            |            |            | Főszereplő |
| Gabrielle Anwar       | Aranyhaj / Lady Tremaine / Victoria Belfrey |                             |            |            |            |            |            |            | Főszereplő |
| Alison Fernandez      | Lucy Mills                                  |                             |            |            |            |            |            | Vendég     | Főszereplő |
| Mekia Cox             | Tiana / Sabine                              |                             |            |            |            |            |            |            | Főszereplő |

### 1. évad
- Jennifer Morrison mint Emma Swan: 28 éves óvadékügynök Bostonban, az egyetlen, aki megmenekült az átoktól. Hófehérke és Daliás (a Herceg) lánya, valamint Henry biológiai anyja. Emmát elküldték az elvarázsolt erdőből, mert a Herceg és Hófehérke meg akarták védeni a Gonosz királynő átkától. Zörgőfürge jóslata szerint ő a Megmentő, az egyetlen, aki megtörheti az átkot. Napjainkban Storybrooke seriffje. Magyar hangja: Zsigmond Tamara
- Ginnifer Goodwin mint Hófehérke/Mary Margaret Blanchard: Emma biológiai anyja, napjainkban Henry tanárnője. Hófehérke Henry nagyanyja. Storybrooke-ban nem emlékszik múltjára, így egykori szerelmére, a Hercegre sem. Magyar hangja: Majsai-Nyilas Tünde
- Lana Parrilla mint Gonosz királynő/Regina Mills: a Hófehérke-mese antihőse, aki napjainkban Henry örökbefogadó anyja és Storybrooke polgármestere. Emmát minden áron távol akarja tartani Henrytől. Magyar hangja: Agócs Judit
- Josh Dallas mint a Herceg (James, Bájos herceg)/David Nolan: a Hófehérke-mese hőse és Emma biológiai apja, aki napjainkban ébredt fel a kómából a storybrooke-i kórházban. Storybrooke-ban Kathryne Nolan férje. Magyar hangja: Varga Gábor (színművész)
- Jared S. Gilmore mint Henry Mills: Emma fia, akit a lány tíz évvel ezelőtt örökbe adott. Rájön a Storybrooke mögötti igazságra egy mesekönyvből, és megtalálja biológiai anyját, Emmát. Örökbefogadott anyja Regina Mills, nagyszülei pedig Hófehérke és a Herceg. Magyar hangja: Bogdán Gergő
- Raphael Sbarge mint Tücsök Tihamér/Archie Hopper: a tücsök a Pinokkió című filmből, aki napjainkban pszichiáter. Magyar hangja: Galbenisz Tomasz
- Jamie Dornan mint a Vadász/Graham Humbert seriff: a Gonosz királynő felbérelte Hófehérke megölésére, de a Vadász végül elengedte a lányt. Storybrooke seriffje, míg Regina véget nem vet az életének, miután Emma és közte elcsattan egy csók, aminek következtében Grahamnek kezdenek bevillanni emlékfoszlányok múltájból. Magyar hangja: Kárpáti Levente
- Robert Carlyle mint Zörgőfürge/Mr. Gold: napjainkban ő birtokolja Storybrooke-ot,[3] és régiségkereskedése van. Magyar hangja: Háda János
- Eion Bailey mint Pinocchio/August Wayne Booth: Geppetto fia, aki Emmával együtt átjutott Storybrook-ba, majd 28 év múlva az átok miatt kezd fává válni. Napjainkban író és Henry segítője.
- Giancarlo Esposito mint Agrabah dzsinje és a későbbi Varázstükör/Sidney Glass: dzsinn, akit Leopold király megtalált és a palotájába vitte, ahol szerelmes lett Reginába és annyira a befolyása alá került, hogy képes volt barátja, a király szobájába tenni a mérges kígyókat. Ezek után azt hitte, hogy a királynő és ő boldogan fognak élni, de Regina becsapta. Nem akart elmenni a közeléből, ezért ő lett a varázstükre. Storybrooke-ban újságíró és Regina talpnyalója, mert itt is szerelmes az úrnőbe, aki később hamis váddal börtönbe juttatja.
- Anastasia Griffith mint Abigail hercegnő/Kathryn Nolan: a mesevilágban hercegnő, Midas király lánya, akit a Hercegnek szánnak mint feleséget, de ahogy a herceg, úgy ő sem szeretné ezt a frigyet. A Herceg visszaszerzi a lány szerelmét, Fredericket, akivel boldogan élnek és James-szel is barátok maradnak. A jelenlegi világban David Nolan felesége, akibe nagyon szerelmes, de amikor rájön, hogy férje Mary Margaretet szereti, visszavonul és sok boldogságot kíván. Magyar hangja: Bálizs Anett
- Sebastian Stan mint Jefferson/Kalapos: kalapkészítő, Grace édesapja, az Elvarázsolt erdőben élt, míg Regina át nem csalta Csodaországba és otthagyta. Így 28 évvel később Storybrooke-ban Emmát akarja rávenni arra, hogy adja vissza neki a lányát, akit időközben Regina elnevezett Paige-nek. Paige Henry osztálytársa az iskolában. Magyar hangja: Zámbori Soma
- Tony Perez mint Henry herceg: Xavier király egyik fia, Cora férje és Regina édesapja, róla kapta nevét Emma fia. Regina öli meg, mivel az átkához szüksége van annak a szívére, akit a legjobban szeret.

### 2. évad
- Jennifer Morrison mint Emma Swan: Csapdába esett a jelenlegi mesevilágban anyjával, Hófehérkével, és együtt keresik a kiutat Csipkerózsikával és Mulánnal.
- Ginnifer Goodwin mint Hófehérke/Mary Margaret Blanchard: Emma biológiai anyja, aki Emmával, Csipkerózsikával és Mulánnal együtt keresi a kiutat a jelenlegi mesevilágból.
- Lana Parrilla mint a Gonosz királynő/Regina Mills: miután visszaszerezte varázserejét, Henry szembesítette azzal a ténnyel, hogy nem képes szeretni. Ezután megfogadta, hogy nem használja az erejét, vagy ha nagyon fontos, akkoris csak jóra. Daviddel, Mr. Golddal és Henryvel próbálják visszahozni Emmáékat a jelenlegi mesevilágból.
- Josh Dallas mint a Herceg (James, Bájos herceg)/David Nolan: miután elveszítette szeretteit, mindent megtesz hogy visszahozza őket a jelenlegi mesevilágból, Storybrooke ideiglenes seriffje, amíg Emmáék nem térnek vissza.
- Jared S. Gilmore mint Henry Mills: Emma fia, aki rávette Reginát, hogy segítsen visszahozni édesanyját és nagyanyját a mesevilágból. Henry az álomátok segítségével képes kapcsolatot teremteni Csipkerózsikával.
- Robert Carlyle mint Zörgőfürge/Mr. Gold: visszakapta varázserejét és szerelmét, Belle- t, aki undorodik attól, hogy Mr. Gold varázserőt használ, így megfogadja, hogy csak végső esetekben, és csak jóra használja varázserejét.[3]
- Emilie de Ravin mint Belle (a Szépség): Mr. Gold barátnője, aki rávette arra, hogy ne használja a varázserejét, csak végső esetekben. Ő lett Storybrooke könyvtárosa.
- Sarah Bolger mint Aurora/Csipkerózsika: Rá nem hatott a Nagy Átok, nem került át Storybrooke-ba. Elveszítette Fülöp Herceget, mert egy lélekfosztó elvette a lelkét. Mivel a gonosz Demóna álomátkot szórt egy rokka orsójára, és ez megszúrta Aurorát, így alváskor egy lángoló szobába kerül. Ezzel kapcsolatot tud teremteni Henryvel. A jelenlegi mesevilágban segít Emmáéknak visszajutni Storybrooke-ba.
- Jamie Chung mint Mulán: Rá sem hatott a Nagy Átok. Megesküdött Fülöp Hercegnek, hogy mindenáron megvédi Aurorát. A jelenlegi mesevilágban Aurorát kísérve, ő is segít Emmáéknak.
- Meghan Ory mint Piroska/Ruby: Összebarátkozott Bellel, és mindenben, amiben tud, segít Davidnek. Mivel Storybrooke-ba visszakerült a mágia, így nem kerülheti el teliholdkor a farkaslétet.
- Barbara Hershey mint Cora: Regina gonosz anyja, aki mindenáron el akar jutni Storybrooke-ba, szövetséget kötött Hook kapitánnyal, hogy hátráltassák Emmáékat.
- Colin O'Donughe mint Hook kapitány: még régen, a mesevilágban Zörgőfürge feleségét elcsábította, aki démonná való alakulása után levágta a kezét, mert egy varázsbab volt a kezében, amire régóta vágyott. De rossz kezet vágott le, így Hook és csapata elment Sohaországba. Most a jelenlegi mesevilágban el akar jutni Corával együtt Storybrooke-ba, hogy bosszút álljon.
- Michael Raymond-James mint Baelfire/Neal Cassidy: a mesevilágban ő Zörgőfürge és Milah fia, aki apja hatalomvágya miatt először Londonba került a Darling családhoz, majd Hook kapitány hajójára, pár év múlva pedig New Yorkba. Itt ismeri meg Emmát, akivel szerelmesek lesznek, mígnem August rá nem beszéli, hogy hagyja el Emmát, és juttassa börtönbe. Ő Henry apja valamint Pán Péter unokája.
- Ethan Embry mint Owen Flynn/Greg Mendell: Kurt Flynn fia, akivel évekkel ezelőtt Storybrook-ba tévedtek, és Regina befogadta őket. Meg akarta tartani magának Owen-t, mert azt hitte, a fiú örülne neki, ha itt maradhatna. Ezek után Owen elmenekült a városból, de apját elfogták és megölték. Évekkel később Tamarával Greg Mendell néven visszatér a városba, hogy apját visszakapja és Henry-t elvigye Sohaországba.
- Sonequa Martin-Green mint Tamara: még régen a Sárkány nevű ember módszere után kutatott, és megállapította, hogy a gyógyszerek, amiket ad, nem természetesek. Szándékosan belebotlik New Yorkban Neal-be, akivel később az esküvőt tervezik. Elmegy Storybrook-ba, ahol szeretőjével Greggel szövögetik alávaló tervüket, aminek meglesz a gyümölcse.
- Chris Gauthier mint William Smee: matróz, Hook kapitány segítője és bűntársa, Belle ellen követett el valamit, ezért Gold fogva tartja.
- David Anders mint Dr.Victor Frankenstein/Dr.Whale: Alphonse fia és Gerhard testvére, aki az emberek újratámasztásával foglalkozik, és érdekli a tudomány. Ebben segítője Igor. Jelenleg orvos a kórházban és Gold adósa.

### 3. évad
- Jennifer Morrison mint Emma Swan: Csapdába esett a jelenlegi mesevilágban anyjával, Hófehérkével és együtt keresik a kiutat Csipkerózsikával és Mulánnal. Sohaországba mennek Henry és Pán Péter után. Hook és közte elcsattan egy csók, és az évad végén már egy pár lesznek.
- Ginnifer Goodwin mint Hófehérke/Mary Margaret Blanchard: Emma biológiai anyja, aki Emmával, Csipkerózsikával és Mulánnal együtt keresi a kiutat a jelenlegi mesevilágból
- Lana Parrilla mint a Gonosz királynő/Regina Mills: miután Henryt elrabolják és elviszik csodaországba Regina mindent megtesz, hogy segítsen. Ebben az évadban találkozik Robinnal akivel együtt lesz. Majd megismeri testvérét, Zelenát, akit csak a legnagyobb fehérmágiával bíró tud legyőzni. De a fehérmágia a szeretetből fakadó mágia, ezért Emmának kellene legyőznie, de helyette Regina fogja legyőzni, ezzel megmentve Hófehérke gyermekét.
- Josh Dallas mint a Herceg (James, Bájos herceg)/David Nolan: miután elveszítette szeretteit, mindent megtesz hogy visszahozza őket a jelenlegi mesevilágból. Regina Henry és Mr. Gold segít neki ebben.
- Jared S. Gilmore mint Henry Mills: Emma fia, aki rávette Reginát, hogy segítsen visszahozni édesanyját és nagyanyját a mesevilágból. Henry az álomátok segítségével képes kapcsolatot teremteni Csipkerózsikával. Az álmon keresztül segíti Hófehérkét és Emmát a hazajutásban.
- Robert Carlyle mint Zörgőfürge/Mr. Gold: visszakapta varázserejét és szerelmét, Bellet, aki undorodik attól, hogy Mr. Gold varázserőt használ, így megfogadja, hogy csak végső esetekben jóra használja varázserejét. Az évad végére osszehazasodnak Belle-lel.[3]
- Emilie de Ravin mint Belle (a Szépség): Mr. Gold barátnője, aki rávette arra, hogy ne használja a varázserejét, csak végső esetekben. Ő lett Storybrooke könyvtárosa. Az évad végén hozzámegy Mr Goldhoz.
- Sarah Bolger mint Aurora/Csipkerózsika: Rá nem hatott a Nagy Átok, nem került át Storybrooke-ba. Elveszítette Fülöp Herceget, mert egy lélekfosztó elvette a lelkét. Mivel a gonosz Demona álomátkot szórt egy rokka orsójára, és ez megszúrta Aurorát, így alváskor egy lángoló szobába kerül. Ezzel kapcsolatot tud teremteni Henryvel. A jelenlegi mesevilágban segít Emmáéknak visszajutni Storybrooke-ba.
- Colin O'Donughe mint Hook kapitány: Megtetszik neki Emma és próbálja meghódítani. Sohaországban megcsókolják egymást, majd nemsokára együtt is lesznek.
- Rebecca Mader mint Zelena/Nyugati boszorkány: Regina testvéreként, Cora elhagyott gyermekeként Óz birodalmába került. Ám most az Elvarázsolt erdőben megidézett egy átkot, mert ártani akar Reginának.
- Alexandra Metz mint Rapunzel: Hercegnő, akit saját uralkodástól való félelme egy toronyban tart bezárva. Innen végül a Herceg segítségével sikerül kijutnia, miután megbirkózik démonjaival.
- Joanna García mint Ariel: hableány a tengerben, Triton tengeri király lánya, beleszeret Erik hercegbe, ezért elmegy Ursulához, hogy lemondjon a lábáról. Erikkel átjutottak Storybrooke-ba.
- Rose Mclver mint Csingiling: tündér, Regina ismerőse régről, akivel Sohaországban újra találkozik, ő volt Hófehérke mostohaanyja, ő is átjutott Storybrooke-ba. Magyar hangja: Sipos Eszter Anna
- Robbie Kay mint Pán Péter/Malcolm: az árnyék, amely elviszi a gyerekeket Sohaországba, és nem engedi őket vissza, ő Zörgőfürge édesapja, valamint Baelfire nagyapja és Henry dédapja, miután a család megtalálta Henryt, ő túljárt az eszükön és átment velük Storybrooke-ba.
- Tom Ellis/Sean Maguire mint Robin Hood: a tolvajok fejedelme, az erdő ura, Marian férje, valamint Roland édesapja, Regina a szerelme.
- Parker Croft mint Felix: ő Pán Péter legfőbb segítője.
- 8 baba mint Neal Nolan: Hófehérke és David kisfia. Emma 30 évvel utána született öccse.

### 4. évad
- Michael Socha mint Will Scarlet/Szívkirály: Robin Hood féltestvére és csapatának tagja, később ő lesz a szívkirály Anastasia által a csodaországi trónon.
- Kristin Bauer Von Straten mint Demóna: Regina ismerőse régről, aki vele együtt átkerült Storybrook-ba. Képes bármilyen alakot felvenni, valamint ő ítélte 28 év álomra Aurorát, és Fülöpöt is ő változtatta vadállattá. Megküzdött már Hookkal és Emmával is, de mindig veszített.
- Georgina Haig mint Elsa hercegnő/Hókirálynő: hercegnő, később Arendelle királynője, Anna nővére, aki bármit jéggé tud változtatni a kezével. Átkerül Storybrooke-ba, ahol megküzd Reginával.
- Elizabeth Lail mint Anna hercegnő: Arendelle hercegnője, Elsa húga, aki szerelmes lesz Hans hercegbe, de a sok kaland után a herceg sorsára hagyja, és Kristoff menti meg. Itt jönnek rá, hogy éreznek valamit egymás iránt.
- Scott Michael Foster mint Kristoff: hegyiember, van egy rénszarvasa, Sven, aki lényegében a családja. Az Annával való kaland után rájön, hogy szerelmes a lányba és a segítségére siet. Ekkor megtörik az Elsa-féle átok, és Kristoff lesz a szállító, valamint Anna vőlegénye.
- Tyler Jacob Moore mint Hans herceg: herceg, aki a trón reményében érkezik Arendell-be, ugyanis 12 bátyja előtte van az öröklési sorrendben. Anna beleesik, de végül sorsára hagyja, aminek következtében később börtönbe kerül.
- Elizabeth Mitchell mint Ingrid/Hókirálynő:

Arandell egykori hercegnője két fiatalabb húga van Gréta, és Helga. Testvériségük és erejük jelképe egy szalag mely összeköti őket egészen hajadon korukig. Míg egyszer Helga  álnok kérője udvarolni kezd a háta mögött Ingridnek, aki elutasítva őt a vita hevében tévedésből kioltja Helga életét. Gréta látva mit tett nővére, bezárja őt a varázs urnàba és segítséget kér a kő trolloktól, egy felejtés átokkal mely két testvére emlékét örökre kitörli egész Arandell emlekezetéből.  

#### Mellékszereplők, illetve vendégszereplők
- Lee Arenberg mint Morgó/Ábránd/Leroy: a 7 törpe egyike, Tudor, Vidor, Szende, Szundi, Hapci, Kuka és Cseles testvére, bányásznak született, de nincs megelégedve az életével. Ekkor lesz szerelmes Novába, a tündérbe, akit Belle segítségével meghódít, végül mégis külön válnak útjaik. Strorybrook-ban találkoznak újra, ahol Leroy ugyanúgy Hófehérke és a Herceg segítője.
- Beverley Elliott mint Nagymama: Anita édesanyja, valamint Piroska nagymamája, aki farkas, a jelenben egy boltja van, amit Rubyval együtt irányítanak, valamint Nagyi fogadója is az övé.
- Faustino di Bauda mint Szundi/Walter: a 7 törpe egyike, Morgó, Tudor, Vidor, Szende, Hapci, Kuka és Cseles testvére, bányász, Hófehérke támogatója.
- David Paul Grove mint Tudor: törpe, Szundi, Morgó, Tudor, Vidor, Hapci, Kuka, Szende és Cseles testvére, bányász, Hófehérke segítője. Magyar hangja: Szokolay Ottó
- Gabe Khouth mint Hapci/Tom Clark: törpe, Szundi, Szende, Tudor, Vidor, Morgó, Hapci és Cseles testvére, bányász, napjainkban bolti alkalmazott, és szintén segíti Hófehérkét.
- Mig Macario mint Szende: 7 törpe testvére, bányász.
- Michael Coleman mint Vidor: törpe, bányász.
- Jeffrey Kaiser mint Kuka: bányász, a hét törpe testvére.
- Keegan Connor Tracy mint Kék Tündér/Tisztelendő Anya: tündér a Pinocchio meséből, aki képes kívánságokat teljesíteni és a jó útra terelni másokat, ő tanította az összes tündért. Napjainkban az apácák vezetője.
- Tony Amendola mint Geppetto/Marco: fafaragó, Pinocchio édesapja a mesében, mivel megalkotta és a Kék Tündérnek köszönhetően lett egy fia, valamint ő Archie legjobb barátja.
- Alan Dale mint György király/Albert Spencer: a mesékben az egyik király, James, majd Bájos nevelőapja, akit Zörgőfürge segítségével szerzett meg. James úgy táncolt, ahogy ő fütyült, de Bájos nem tett eleget a kérésének, és Abigail helyett elvette Hófehérkét. Storybrook-ban is megpróbált keresztbe tenni David-nek, de a város végül szintén a herceget támogatta.

### Szinkronhangok

#### Főszereplők
| Karakter                                 | Színész                                     | Szinkronhang                               |
| ---------------------------------------- | ------------------------------------------- | ------------------------------------------ |
| Emma Swan                                | Jennifer Morrison                           | Zsigmond Tamara                            |
| Mary Margaret Blanchard / Hófehérke      | Ginnifer Goodwin Bailee Madison (fiatal)    | Majsai-Nyilas Tünde Hermann Lilla (fiatal) |
| Regina Mills / Gonosz királynő           | Lana Parrilla                               | Agócs Judit                                |
| David Nolan / Bájos herceg; James herceg | Josh Dallas                                 | Varga Gábor                                |
| Henry Mills (gyermek)                    | Jared S. Gilmore                            | Bogdán Gergő                               |
| Henry Mills (felnőtt, 2017–2018)         | Andrew J. West                              | Varju Kálmán                               |
| Mr. Gold / Zörgőfürge                    | Robert Carlyle Wyatt Oleff (fiatal)         | Háda János Nagy Gereben (fiatal)           |
| Belle French                             | Emilie de Ravin                             | Kisfalvi Krisztina                         |
| Ruby / "Piroska" Lucas                   | Meghan Ory                                  | Szabó Zselyke                              |
| Killian Jones / Hook kapitány            | Colin O'Donoghue                            | Dányi Krisztián                            |
| Archibald Hopper / Tücsök Tihamér        | Raphael Sbarge                              | Galbenisz Tomasz                           |
| Graham Humbert sheriff / Vadász          | Jamie Dornan                                | Kárpáti Levente                            |
| August Wayne Booth / Pinoccio            | Eion Bailey                                 | Láng Balázs                                |
| Neal Cassidy / Baelfire                  | Michael Raymond-James Dylan Schmid (fiatal) | Vári Attila Boldog Gábor (fiatal)          |
| Robin Hood                               | Sean Maguire Tom Ellis (2x19)               | Pál Tamás                                  |
| Zelena                                   | Rebecca Mader                               | Spilák Klára Molnár Melinda                |

#### Visszatérő/Vendégszereplők
| Karakter                            | Színész                                           | Szinkronhang                                    |
| ----------------------------------- | ------------------------------------------------- | ----------------------------------------------- |
| Marco / Geppetto                    | Tony Amendola                                     | Kajtár Róbert                                   |
| William Smee                        | Chris Gauthier                                    | Elek Ferenc                                     |
| Myrna                               | Carolyn Hennesy                                   | Náray Erika                                     |
| Martin                              | Harry Groener                                     | Barbinek Péter                                  |
| Ashley Boyd / Hamupipőke            | Jessy Schram                                      | Nemes Takách Kata                               |
| Sean Herman / Thomas herceg         | Tim Phillipps                                     | Markovics Tamás                                 |
| Sidney Glass / Varázstükör          | Giancarlo Esposito                                | Juhász Zoltán                                   |
| Ruth                                | Gabrielle Rose                                    | Zsurzs Kati Bókai Mária                         |
| Midász király                       | Alex Zahara                                       | Bácskai János                                   |
| Kathryn Nolan / Abigail             | Anastasia Griffith                                | Bálizs Anett                                    |
| Frederick / Jim                     | Greyston Holt                                     | Joó Gábor                                       |
| Nicholas Zimmer / Jancsi            | Quinn Lord                                        | Boldog Gábor                                    |
| Ava Zimmer / Juliska                | Karley Scott Collins                              | Pekár Adrienn                                   |
| Vak boszorkány                      | Emma Caulfield                                    | Kiss Erika                                      |
| Michael Tillman / Favágó            | Nicholas Lea                                      | Posta Victor                                    |
| Leopold király                      | Richard Schiff                                    | Izsóf Vilmos                                    |
| Moe French / Sir Maurice            | Eric Keenleyside                                  | Várday Zoltán                                   |
| Astrid / Nova                       | Amy Acker                                         | Sallai Nóra                                     |
| Jefferson / Kalapos                 | Sebastian Stan                                    | Zámbori Soma                                    |
| Paige / Grace                       | Alissa Skovbye                                    | Pekár Adrienn                                   |
| Daniel                              | Noah Bean                                         | Bor László                                      |
| Ábránd / Morgó / Leroy              | Lee Arenberg                                      | Bolla Róbert                                    |
| Szundi / Walter                     | Faustino Di Bauda                                 | Albert Gábor                                    |
| Tudor                               | David Avalon                                      | Szokolay Ottó                                   |
| Vidor                               | Michael Coleman                                   | Szabó Endre                                     |
| Hapci / Tom Clark                   | Gabe Khouth                                       | Potocsny Andor                                  |
| Kuka                                | Jeffrey Kaiser                                    | (nem szólal meg)                                |
| Szende                              | Mig Macario                                       | Imre István                                     |
| Cseles                              | Geoff Gustafson                                   | Katona Zoltán                                   |
| Anton "Pöttöm"                      | Jorge Garcia                                      | Bácskai János                                   |
| Arlo                                | Abraham Benrubi                                   | Bella Levente                                   |
| Jacqueline "Jack"                   | Cassidy Freeman                                   | Roatis Andrea                                   |
| Nagyi                               | Beverley Elliott                                  | Fabó Györgyi                                    |
| Anita Lucas                         | Annabeth Gish                                     | Sági Tímea                                      |
| Tisztelendő anya / Kék tündér       | Keegan Connor Tracy                               | Pupos Tímea                                     |
| Albert Spencer / György király      | Alan Dale                                         | Áron László                                     |
| Dr. Whale / Dr. Victor Frankenstein | David Anders                                      | Barát Attila                                    |
| Gerhardt Frankenstein               | Chad Michael Collins                              | Tokaji Csaba                                    |
| Alphonse Frankenstein               | Gregory Itzin                                     | Harsányi Gábor                                  |
| Igor                                | Yurij Kis                                         | Maday Gábor                                     |
| Fülöp herceg                        | Julian Morris                                     | Kisfalusi Lehel                                 |
| Aurora                              | Sarah Bolger                                      | Csondor Kata (2. évad) Ruttkay Laura (3. évad-) |
| Mulan                               | Jamie Chung                                       | Bogdányi Titanilla                              |
| Lancelot                            | Sinqua Walls                                      | Stern Dániel Seder Gábor                        |
| Alistair                            | Michael Adamthwaite                               | Gyurity István                                  |
| Claude                              | Paul Lazenby                                      | Szalai Imre                                     |
| Milah                               | Rachel Shelley                                    | Román Judit                                     |
| Látó                                | Brighid Fleming (fiatalon) Shannon Lucio (idősen) | Nagy Katica (fiatalon) Köves Dóra (idősen)      |
| Cora                                | Barbara Hershey Rose McGowan (fiatal)             | Zsurzs Kati Sipos Eszter Anna (fiatal)          |
| Henry herceg                        | Tony Perez                                        | Kertész Péter                                   |
| Xavier király                       | Joaquim de Almeida                                | Karsai István                                   |
| Éva királynő                        | Rena Sofer Eva Allan (fiatal)                     | Kovács Vanda Vágó Bernadett (fiatal)            |
| Johanna                             | Lesley Nicol                                      | Papp Györgyi                                    |
| Kurt Flynn                          | John Pyper-Ferguson                               | Jakab Csaba                                     |
| Greg Mendell / Owen Flynn           | Ethan Embry Benjamin James Stockman (fiatalon)    | Juhász György Pál Dániel Máté (fiatalon)        |
| Tamara                              | Sonequa Martin-Green                              | Tarr Judit                                      |
| Sárkány                             | Tzi Ma                                            | Botár Endre                                     |
| Pán Péter / Malcolm                 | Robbie Kay (Pán Péter) Stephen Lord (Malcolm)     | Nikas Dániel (Pán Péter) Kőszegi Ákos (Malcolm) |
| Ariel                               | JoAnna Garcia Swishe                              | Gáspár Kata                                     |
| Eric herceg                         | Gil McKinney                                      | Markovics Tamás                                 |
| Csingiling                          | Rose McIver                                       | Sipos Eszter Anna                               |
| Walsh / Óz a nagy varázsló          | Christopher Gorham                                | Seder Gábor                                     |
| Szörnyella de Frász                 | Victoria Smurfit                                  | Urbán Andrea                                    |
| Varázslóinas                        | Timothy Webber                                    | Áron László                                     |
| Artúr király                        | Liam Garrigan                                     | Szabó Máté                                      |
| Guinevere királyné                  | Joana Metrass                                     | Laurinyecz Réka                                 |
| Merlin                              | Elliot Knight                                     | Hám Bertalan                                    |
| Merida                              | Amy Manson                                        | Vági Viktória                                   |
| Nimue                               | Caroline Ford                                     | Czető Zsanett                                   |
| Hádész                              | Greg Germann                                      | Jakab Csaba                                     |
| Herkules                            | Jonathan Whitesell                                | Moser Károly                                    |
| Mr. Hyde                            | Sam Witwer                                        | Kárpáti Levente                                 |
| Dr. Jekyll                          | Hank Harris                                       | Fekete Zoltán                                   |
| Jázmin hercegnő                     | Karen David                                       | Csuha Borbála                                   |
| Aladdin                             | Deziz Akdeniz                                     | Czető Roland                                    |
| Jafar                               | Ódéd Fehr                                         | Megyeri János                                   |
| Gideon                              | Giles Matthey                                     | Seszták Szabolcs                                |
| Robin                               | Tiera Skovbye                                     | Csuha Borbála                                   |
| Alice                               | Rose Reynolds                                     |                                                 |
| Roland                              | Raphael Alejandro                                 |                                                 |

## Érdekességek

### A Storybrooke-i nevek eredete
Számos karakter Storybrooke-i neve valamilyen összefüggésben van a tündérmesebeli nevével. Például:
- Mary Margaret Blanchard (Hófehérke): A Blanchard név a francia blanc vagy – ennek nőnemű alakjából – blanche szóból ered, ami fehéret jelent. A Mary Margaret név egy élő ember nevéből ered, akinek az élete adta az ihletet a Hófehérke-meséhez. Ezt a nőt Maria Sophia Margaretha Catharina Freifräulein Von Erthal-nak hívták, aki Németországban, 1729. június 15-én született.
- Regina Mills (Gonosz királynő): A Regina név a latin, illetve az olasz nyelvben királynőt jelent. A Mills a görög Milo szóból ered, ami almát jelent. Ez arra utal, hogy a királynő Hófehérkét megmérgezte egy almával. Utalhat még arra is, hogy kedvenc gyümölcse az alma, és van egy Honeycrisp almafája.
- Mr. Gold (Zörgőfürge): Zörgőfürge a szalmát arannyá változtatta a meséjében.
- Ruby (Piroska): A rubin (angolul: ruby) egy drágakő, aminek a színe átmenet a rózsaszín és a vérvörös között.
- Ashley Boyd (Hamupipőke): Az angol nyelvben a ash rokonértelmű a cinder szóval (Cinderella = Hamupipőke), a boyd hasonlít a gall buidhe szóra, ami szőke hajút jelent.
- Archie Hopper (Tücsök Tihamér): A tücskök általában föl-alá ugrálnak (angolul: hop). Ehhez hozzátoldták a folyamatos melléknévi igenév képzőjét.
- Sidney Glass (Varázstükör): Az angolban a looking glass rokonértelműje a mirror (tükör) szónak. Az ő újságját is The Mirrornak (A Tükör) hívják. Sidney, mielőtt csapdába esett a tükörben, egy dzsinn volt, és a varázslámpában volt rab; a Sidney név a Sidney Sheldon névre utal, aki a Jeannie, a háziszellem alkotója.
- Jefferson (Az őrült kalapos): A Jefferson Airplane (Jefferson Repülőtér) együttesnek van egy White Rabbit (Fehér nyúl) című száma, ami részleteket tartalmaz az Alice Csodaországban meséből.
- Paige (Grace): A mesevilágban a kalapos lánya, de a valóságban nem, és itt Paige-nek hívják. A mesevilágban arról kapta a nevét, hogy a Jefferson Airplane tagja volt egy Grace Slick nevű ember, és ő írta a White Rabbit számot.
- Dr Whale (Dr. Frankenstein): Az ő világában a neve Dr. Victor Frankenstein. A valóságban a neve James Whale. Ő rendezte a Universal Pictures Frankenstein és a Frankenstein menyasszonya című filmjeit.

## Magyarul olvasható
- Ébredés. Egyszer volt, hol nem volt; Edward Kitsis, Adam Horowitz által írt televíziós sorozat alapján, ford. Bosnyák Viktória; Gabo, Bp., 2014